# Zhu Jianqiang
O porco forte (em chinês:  Zhu Jianqiang; abril de 2007 — 16 de junho de 2021) foi um porco originalmente pertencente a Wan Xingming, um morador da vila de Tuanshan. Em 12 de maio de 2008, ocorreu o terremoto de Wenchuan, o porco ficou enterrado sob os escombros por 36 dias, sobrevivendo milagrosamente com carvão e água da chuva. Em 17 de junho de 2008, foi resgatado dos escombros por equipes de resgate, e seu peso foi reduzido de 150 kg para 50 kg. O porco tornou-se um símbolo de esperança, fortaleza e resiliência. Ele era "reverenciado por seu heroísmo".

## Biografia
Após o terremoto de Wenchuan, o Museu Jianchuan adotou o porco, e o curador,Fan Jianchuan, lhe deu dois nomes: o apelido "36 Wa'er" e o nome formal "Porco de Vontade Forte".
Em setembro de 2011, cientistas chineses clonaram o Porco forte.

## Nos estágios finais de sua vida
Em 1º de maio de 2021, Fan Jianchuan afirmou que "a situação do Porco de Vontade Forte é terrível". No dia 10, o Museu Jianchuan disse que o porco havia entrado na fase final de sua vida.

## Morte
Em 16 de junho de 2021, o Porco De Vontade Forte morreu no Jianchuan Museum Cluster aos 14 anos devido à velhice e exaustão. No Weibo houve 430 milhões de visualizações da hashtag "Strong-Willed Pig morreu".